# Sergio Rosi

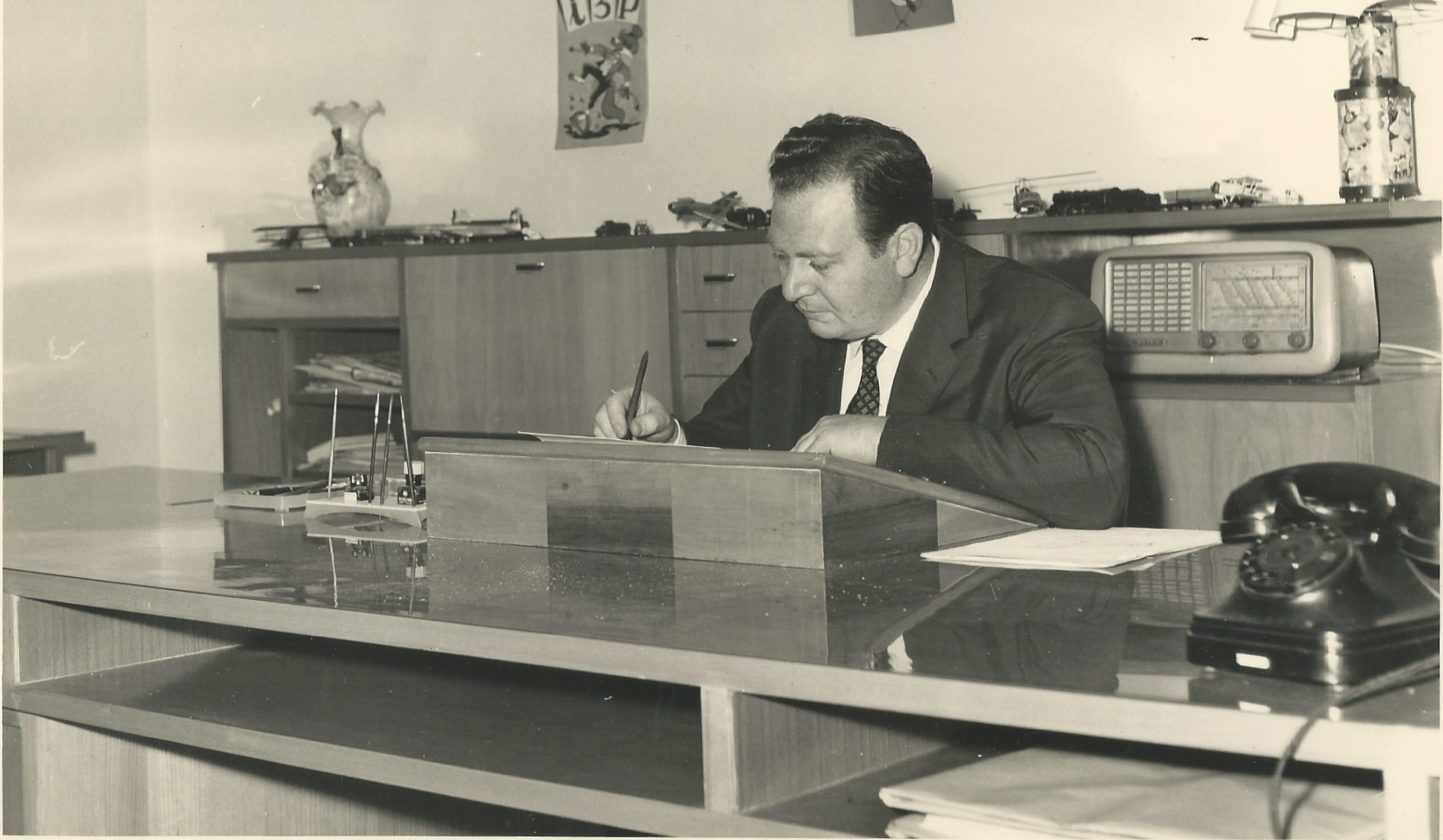
Sergio Rosi nel suo studio a Viale Manzoni, 1969

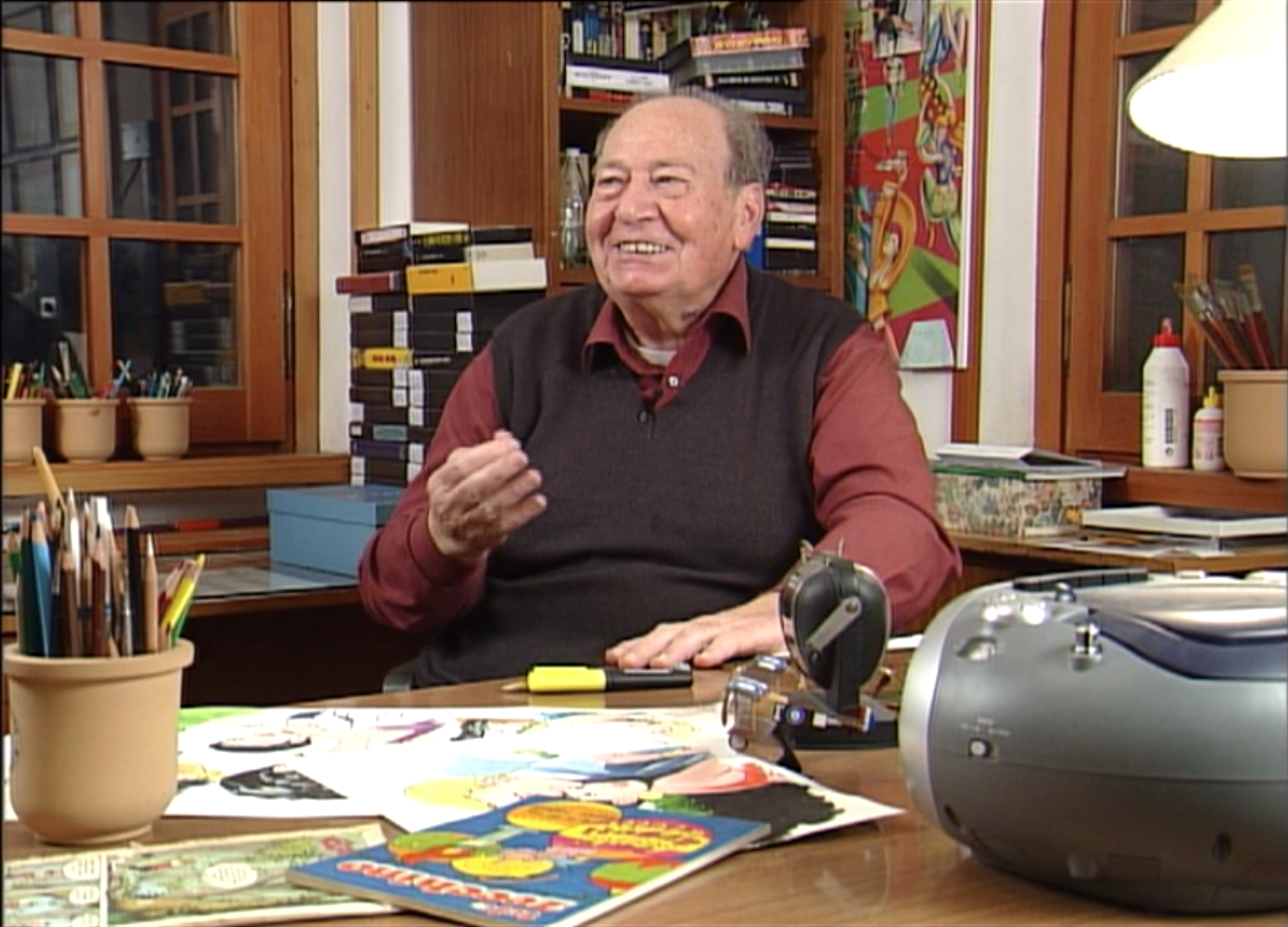
Foto di Sergio Rosi nel suo ultimo studio a Roma. Anno 2008

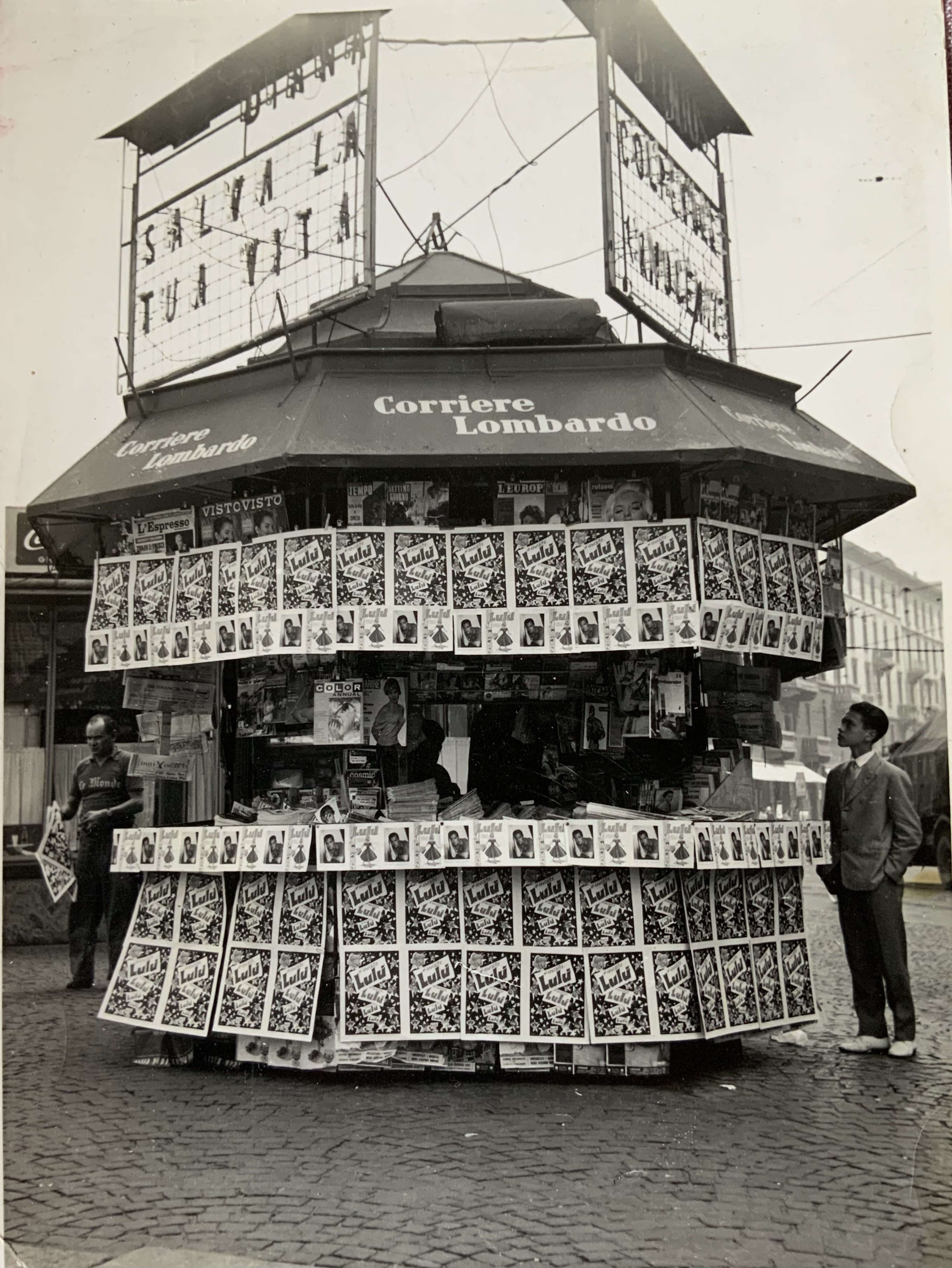
Edicola con lancio del fumetto Lulù, distribuzione fatta da Messaggerie Italiane. ca 1960

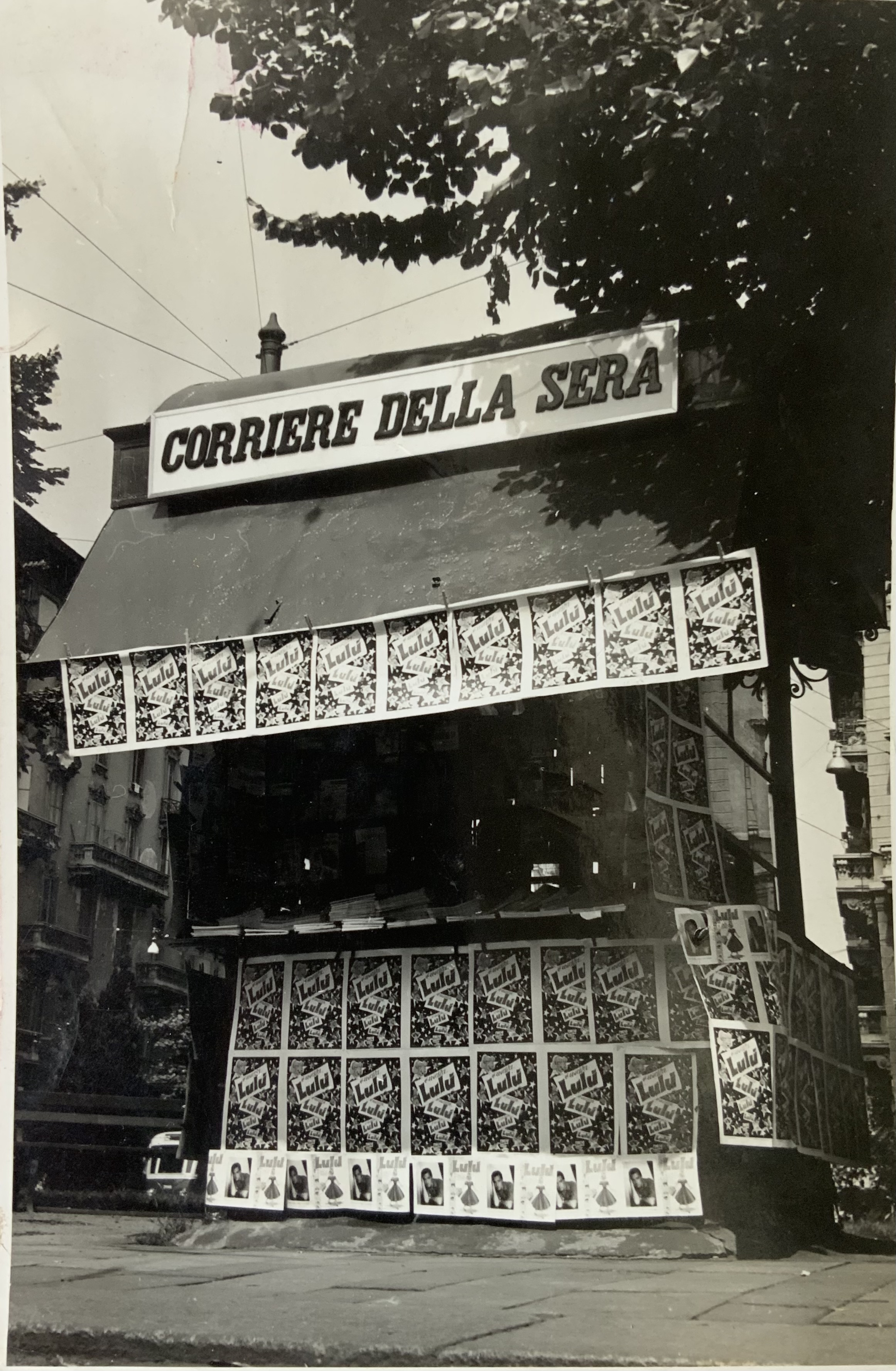
Edicola con lancio del fumetto Lulù, distribuzione fatta da Messaggerie Italiane. ca 1960

Sergio Rosi (Roma, 15 ottobre 1926 – Roma, 25 novembre 2008) è stato un fumettista italiano.

## Biografia
Fu attivo come autore di fumetti umoristici italiani negli anni cinquanta e sessanta; dal 1953 al 1954 collaborò alla rivista Bimbebelle della casa editrice Centrale insieme a Gianni Caratelli con il quale poi realizzò la serie Cichito per la collana Eroi del West della casa editrice Romana Periodici. Dal al 1961 disegnò la serie Lulù che poi divenne La mia Lulù; divenne poi anche editore, scrivendo e pubblicando varie serie come La Settimana dei Piccoli nel 1959. Insieme a Gaspare De Fiore e Giorgio Cambiotti fonda alla fine degli anni sessanta lo Studio Rosi che produsse fumetti per adulti editi dalla Ediperiodici, come Jacula e molte altre prodotte per oltre venti anni.

## Altri progetti

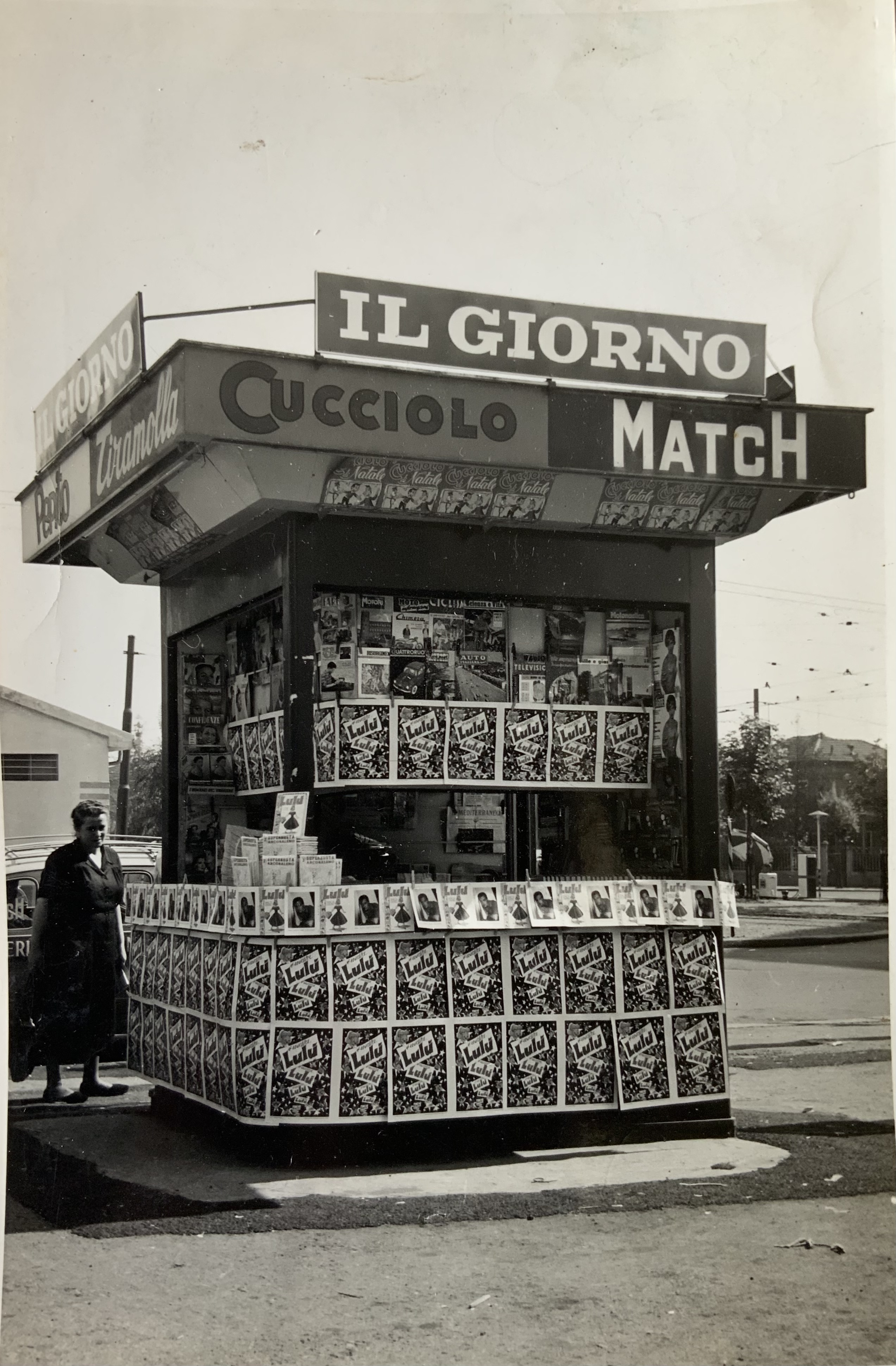
Edicola con lancio del fumetto Lulù, distribuzione fatta da Messaggerie Italiane. ca 1960